# Cuchara de Casagrande

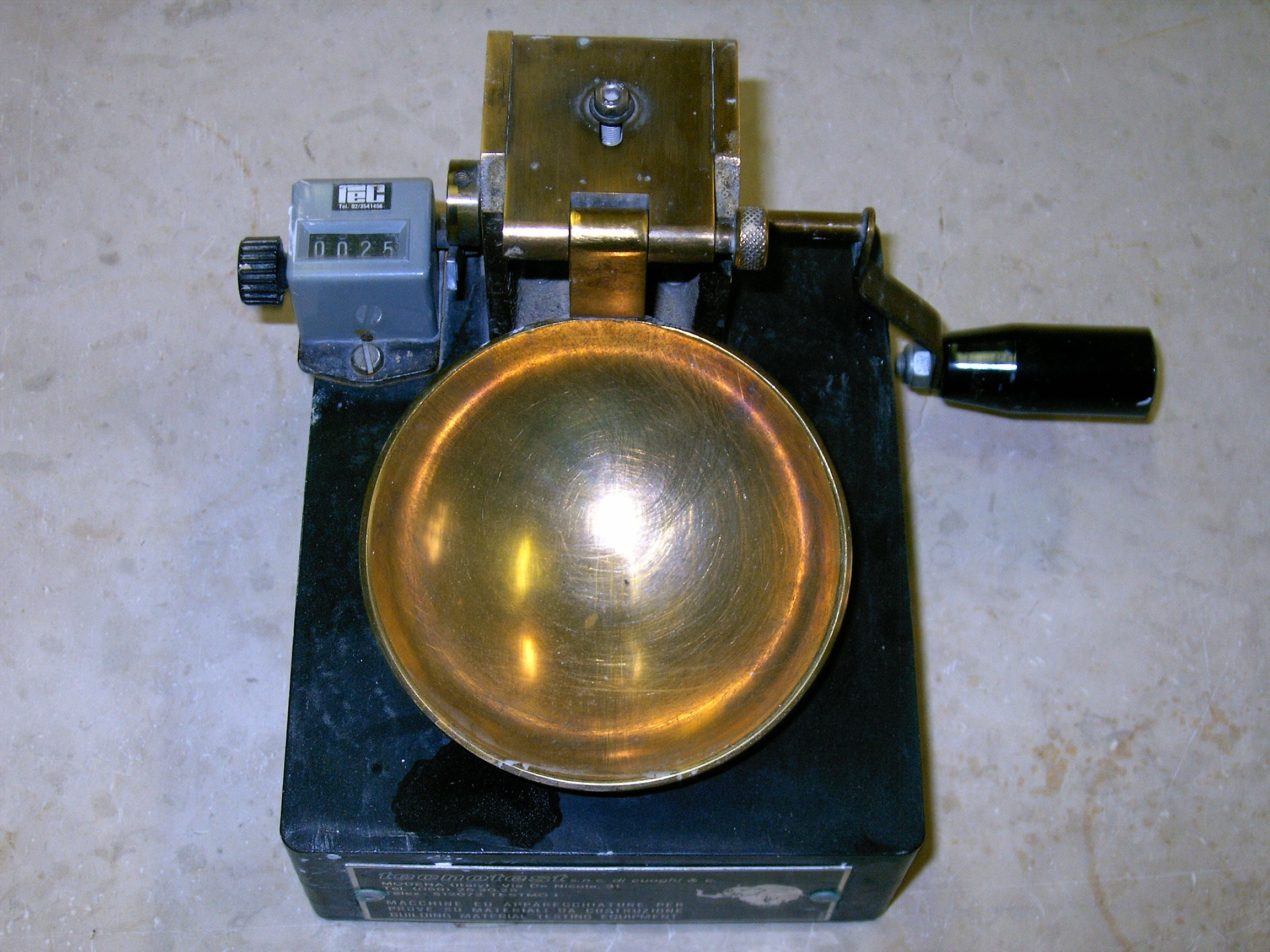
Cuchara de Casagrande, en la que se puede ver el contador mecánico marcando 25 golpes.

La cuchara de Casagrande, también llamada copa de Casagrande, es un instrumento de medición utilizado en geotecnia e ingeniería civil, para determinar el límite líquido de una muestra de terreno. Fue inventada por Arthur Casagrande.

## Estructura y uso
El instrumento está compuesto de un casquete esférico de metal, fijado en el borde a un dispositivo que mediante la operación de una manivela produce la elevación del casquete y su subsecuente caída, produciendo así un choque controlado contra una base de caucho duro. El terreno mezclado uniformemente con agua es colocado en la parte del casquete metálico opuesta al punto fijo y se le da forma con una plantilla que deja en el centro una ranura uniforme. A cada vuelta de la manivela se produce un golpe en el casquete, que tiende a hacer deslizar el suelo ya húmedo juntando los bordes de la ranura.

## Límite líquido o límite de liquidez
El límite líquido se define como el contenido en agua respecto al peso seco del terreno, para el que se verifica que el surco practicado en una muestra se cierra en un tramo de 12,7 mm después de una secuencia de 25 golpes de la cuchara con 1 cm de caída libre, aplicados con una frecuencia de dos golpes por segundo.